# Дворец Сангушко (Изяслав)
Дворец князей Сангушко — барочная постройка, часть архитектурного комплекса, расположенного в центре города Изяслава (Украина), на мысу образованном впадением реки Поноры в Горынь.
Был построен в XVIII веке по инициативе княгини Барбары Сангушко и до середины XIX столетия являлся одной из главных резиденций князей Сангушко. Планировка дворца типична для крестово-коридорных зданий, получивших распространение в Речи Посполитой со второй половины XVII века и имеет итальянские корни. Соединён через двор с дворцом князей Заславских и Новозаславским замком.
Фактически, уже при строительстве дворца комплекс утратил оборонное значение, и выполнял функции магнатской резиденции и хозяйственно-административного центра волынских владений князей Сангушко. С конца XIX века дворец находился в российских руках (в то время он пережил существенные перестройки изменившие его внешний вид). До 1970-х использовался советскими войсками. Ныне дворец заброшен и пребывает в состоянии разрухи.

## История
Инициатором возведения нового дворца, который в дальнейшем получил имя дворца Сангушко, на территории Новозаславского замка выступила вдова князя Павла Карла Сангушко Барбара Сангушко. Проект выполнил придворный архитектор Паоло Фонтана. Но старый архитектор не вполне удовлетворил строительные планы княгини, в связи с чем она обратилась к королевскому архитектору Якубу Фонтана, который внёс коррективы в эскиз дворца.
В течение 1754-1755 года были подготовлены строительные материалы: выжжен кирпич, выломан камень под фундамент, заготовлен лес. Стены дворца построены к 1759 году, тогда же были установлены стропила, а крыша покрыта черепицей. В течение 1759-1764 года здание было оштукатурено, установлена часть окон и дверей, в некоторых комнатах вымощены полы. В вестибюле дворца построены двусторонние лестницы с железной балюстрадой. Вестибюль накрыт куполом из жести. Часть художественного убранства зала и покоев была выполнена Яном Пушем из Аннополя. Строительство затягивалось из-за нехватки в городе необходимых мастеров и материалов. К примеру завесы, щеколды, и уголки заказывали сразу в нескольких пунктах: Терешках, Шепетовке, Аннополе, Мизочи. Камень для каминов везли из Кунева, а для полов из Теребовли. Жесть закупали в Данциге, олово в Коньске.

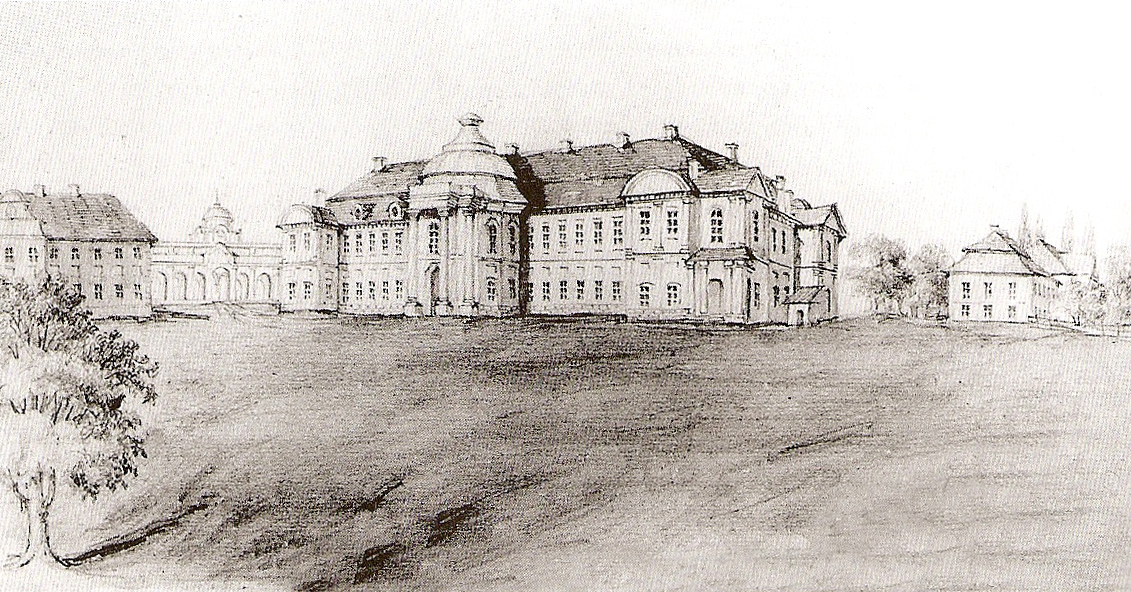
Наполеон Орда. Дворец князей Сангушко. 1872 год

Болезнь не дала Паоло Фонтана закончить дело своих рук. Работы над дворцом были завершены в 1756—1770 года под руководством подскарбия заславского Юзефа Марковоского: установлены окна, замки, печи обложены изразцами. В 1774 году резиденция передана под управление управляющего Яна Шуминского.
Во дворце Сангушко дважды останавливался король Станислав Август
, встречая тёплый приём хозяев Януша Модеста и Каролины Сангушко. Впервые король останавливался во дворце 27 ноября 1781 года, когда возвращался из Каменца-Подольского, второй раз 15 марта 1787 года по дороге в Канев. В честь второго приезда короля был произведён салют из замковых пушек и устроен бал с иллюминацией и фейерверком.
В ноябре 1794 года для встречи с княгиней Сангушко во дворце побывал личный секретарь руководителя антироссийского восстания Тадеуша Костюшко Юлиан Немцевич.
После смерти в 1840 году Карла Сангушко никто из хозяев постоянно не жил во дворце. Лишь время от времени в нём проходили концерты и театральные представления. В частности в 1848 году по инициативе княгини Клементины Сангушко во дворце прошли выступления певицы Вильгельмины Скобинской в сопровождении скрипача Леона Поля, пианиста Стробла и его дочери, которые собрали около 300 зрителей. Под конец карнавала 1861 года планировалось три спектакля в частности «Благородство души» Яна Хенцинского и «Для милого гроша» Апполо Коженёвского.
В 1860 году ко дворцу пристроили второй ярус восточных и западных ризалитов, в которых устроены арочные оконные проёмы, по углам украшены пилястрами, увенчаны треугольными фронтонами и покрыты двускатной крышей.
После смерти князя Владслава Сангушко в начале 1870 годов князь Роман Дамиан Сангушко, первый и последний ординат заславский был вынужден продать свою изяславскую резиденцию российской власти.

### Сангушко — хозяева дворца
Уже под конец XIX века был разработан проект переоборудования дворца князей Сангушко под казарму, в которой могли разместиться помещения, столовая, библиотека и тп, для офицеров российской армии.
Известны любитель старосветской архитектуры Георгий Лукомский, посетивший в 1913 году город Изяслав, сделал такую опись состояния в котором находился архитектурный комплекс бывшей княжеской резиденции:
В нем нет уже нет покрытия центральной части, нет и полукруглых фронтонов на его боковых крыльях. Нет и всей мансардной кровли, заметной ещё на рисунках Наполеона Орды, т. е. частей, которые были ещё в 40-50 годах XIX века. Теперь во дворце офицерское собрание. Внутри остались только лестница с удивительной красоты перилами, но уже нет всей мебели, картин французской и фламандской школ.
Во время Первой мировой войны дворец не пострадал. Русские продолжали использовать помещения комплекса для военных нужд. В то время в бывшем дворце Заславских располагалась гауптвахта, карцер и цейхгауз, а в восточном одноэтажном корпусе находились помещения офицеров. В пивных расположилась учебная комната артиллерийской школы. Первый этаж бывшего дворца Сангушко был приспособлен под мастерские, а на втором находилось офицерское жильё. На дворе выкопали колодец.
В 1920-х годах в замке поселились новые хозяева — красноармейцы.
В 1944 году вследствие артобстрела Красной Армией и вызванного им пожара дворец был существенно поврежден. После Второй мировой войны здание дворца Сангушко не используется. Стропила и деревянные перекрытия были сломаны с помощью военной техники и использовались для отопления.
Дворец Заславских и Новозаславский замок после незначительного ремонта использовался 88 полком Красной армии в качестве общежития и складов.
В начале 1980-х советские военные окончательно прекратили использование комплекса. Замок был обречен на разрушение и полное исчезновение.
25 июля 2006 года во время своего визита на Украину руины дворца посетили прямой потомок князей Сангушко Павел Сангушко с матерью Клавдией Сангушко.

## Двор замка

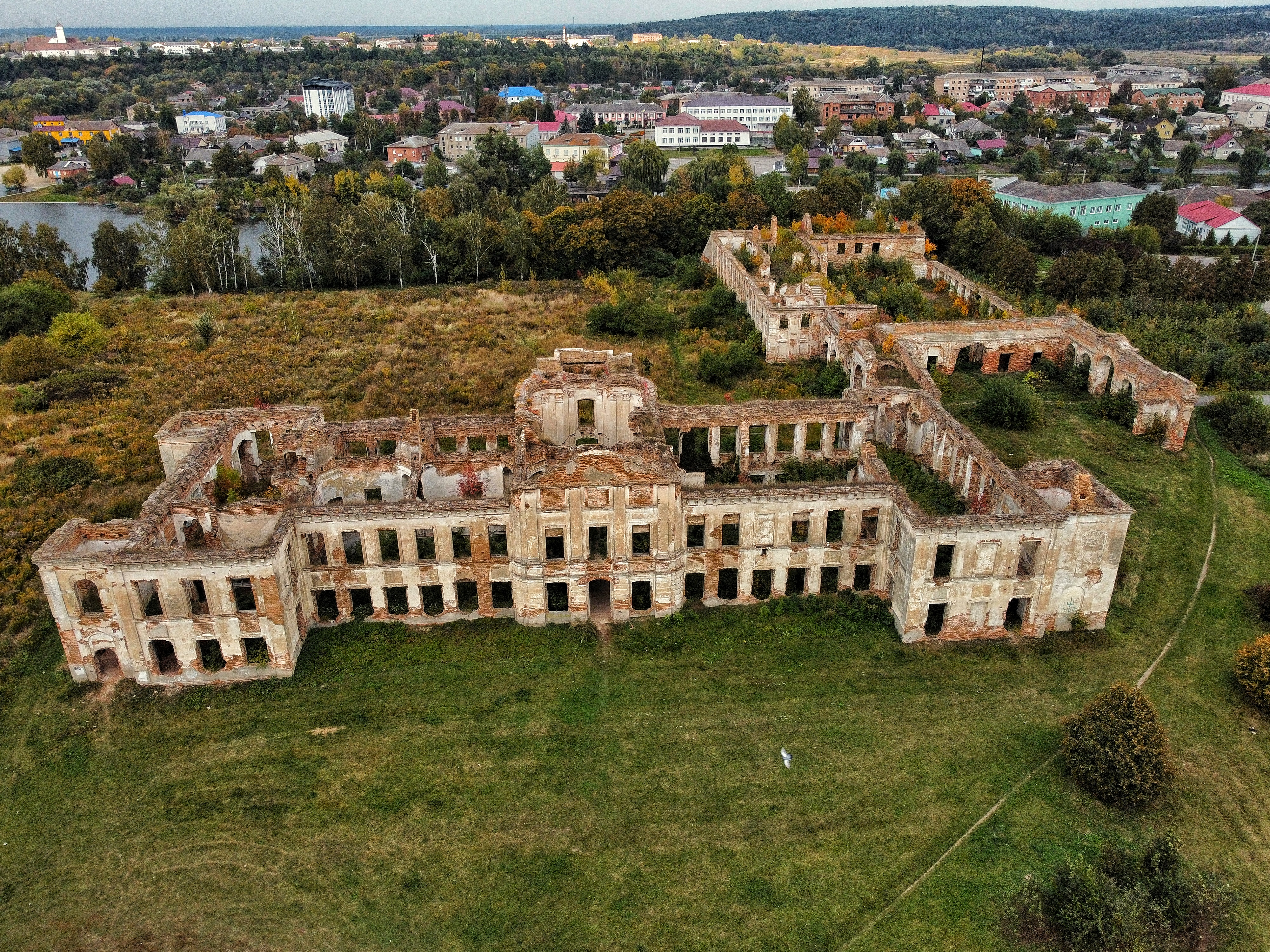
Вид на развалины с квадрокоптера. 2021 год

В 1759—1764 годах между новопостроенным дворцом Сангушко и дворцом Заславских был возведен двор, прямоугольный в проекции, с трёх сторон кроме восточной окружённый галереями, с востока и запада имеющий монументальные ворота.
По мнению исследователей композиция двора Изяславского замка отличается высокой художественной ценностью и является «единственным подобным решением не только на Волыни, но и в архитектуре всей Речи Посполитой».
Восточные ворота соединяют две галереи, боковые стены которых составляют угловые ризалиты, дополнительно акцентированные декоративными вазонами. Создается впечатление сплошной стены с пятью арочными проёмами, усиливающимися тосканскими пилястрами, отмеченными ризалитами, поддерживающими отрезки балок с профилированными карнизом и аттиком. Стенки аттика имеют утопленные плоскости со срезанными углами, из которых выделяются плоскости, выполненные своеобразным цепным мотивом. Центральная арка большая по размерам, отмечена мощными пилястрами, поддерживающими треугольный фронтон. Западные ворота фактически повторяют восточные, однако значительно больше. Целая башня, перекрытая крестовым сводом, отличалась характерным бельведером, который имел вид полусферической главы со шпилем, на небольшом барабане и крестообразной крышей, прикрытой с четырёх сторон лучковыми фронтонами, украшенными розетками.
Перекрытия галереи сводчато-крестовые, покрытое односкатной крышей, конструкция которой в настоящее время полностью утрачена. Размер двора в проекции 30×30 м. Высота от поверхности земли до верхней части имеющихся конструкций составляет около 4,5 м. Стены и арки выложены из красного обожжённого кирпича размером 270×140×70 мм на известковом растворе. Толщина швов около 1 см. Кладка цепная — чередование тычковых и ложковых рядов.
После 1870 года арки были частично замурованы, а в них образованы прямоугольные оконные и дверные проёмы. Над восточными воротами построена колокольня в виде арки с треугольным фронтоном, бельведер над западными воротами уничтожен.
Часть южной галереи разрушена техникой городского коммунального предприятия при проведении субботника в конце 1990-х.

## Фортификация

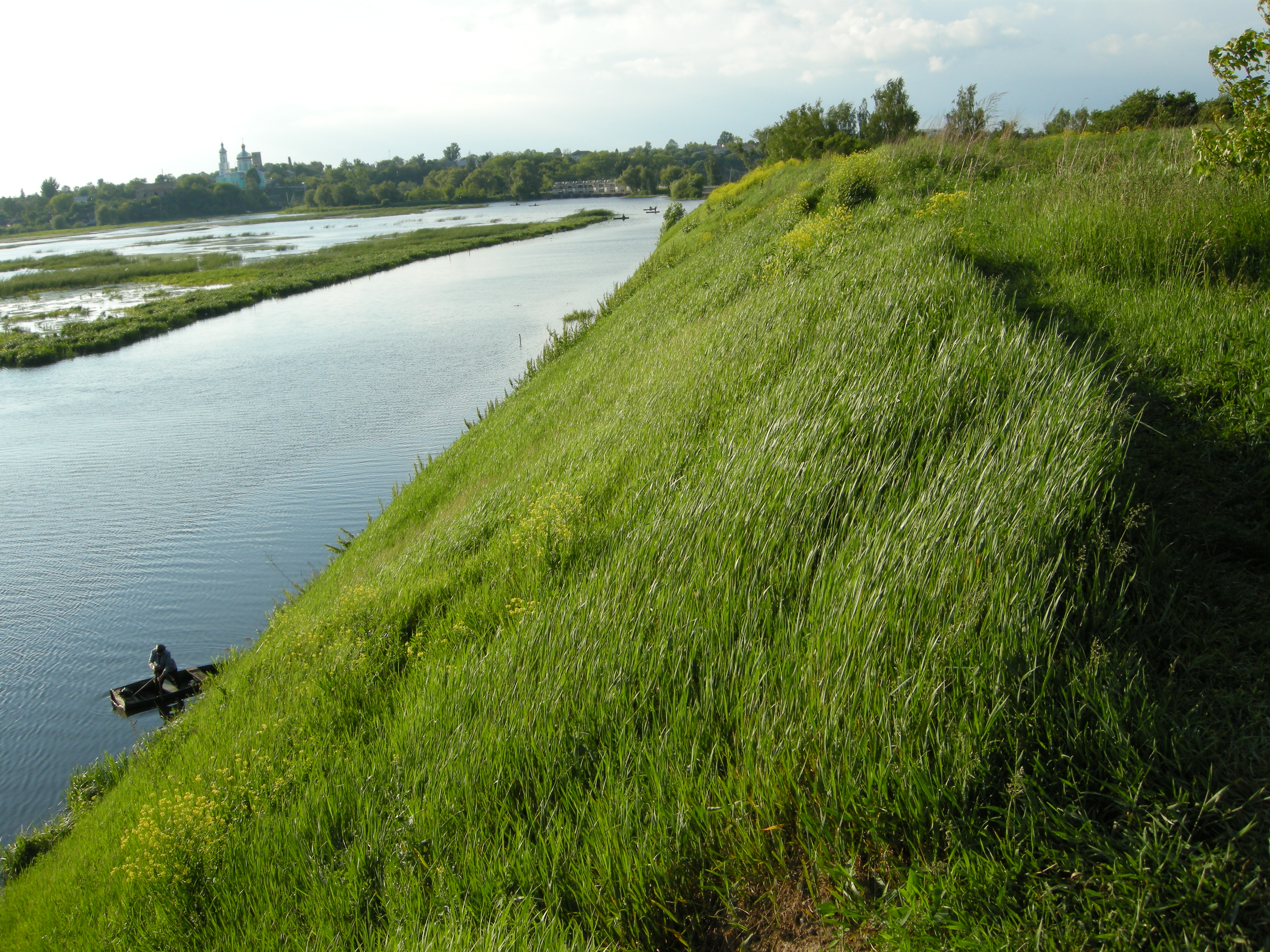
Вид вала со стороны реки Горынь.

В 1765 году начались работы по реконструкции фортификационных сооружений, оставшихся от Новозаславского замка. Была надстроена стена со стороны Горыни, углублены рвы, перестороены и укреплены угловые бастионы.
Оборонительная система имела четыре бастиона. На север-западном бастионе возвышалась каменная восьмиугольная башня с бойницами, покрытая конусообразной крышей (разрушена в конце XIX века). Её сооружение вероятно следует связывать со строительной активностью князя Александра Заславского, по приказу которого архитектор Валентин Мочигемба построил в Заславском замке среди прочего «башню у пруда». Окончательно система бастионов была разрушена в течение XX века. Сейчас о старинных укреплениях напоминает лишь земляной вал со стороны реки Горынь и рвы с восточной и западной стороны замка.
Известный украинский историк Владимир Антонович утверждал, что замковый контур был замкнут каналом соединяющим реки Понору и Горынь. Это утверждение кажется маловероятным, ведь уровень воды в этих реках даже в древности не достигал такой высоты.

## Парк
В конце 1750-х начались работы по созданию парка. С 1760 года этим занимался Иоган Георг Кнакфус из Антонин, поскольку предыдущий садовник не справился с заданием. Проект разработал Карл Георг Кнакфус. В середине 1760-х парк был распланирован и посажен.
Парк был небольшим, поэтому в конце XVIII века Клементина Сангушко заложила новый парк. Он находился в стороне от дворца в предместье Климовка.

## Описание

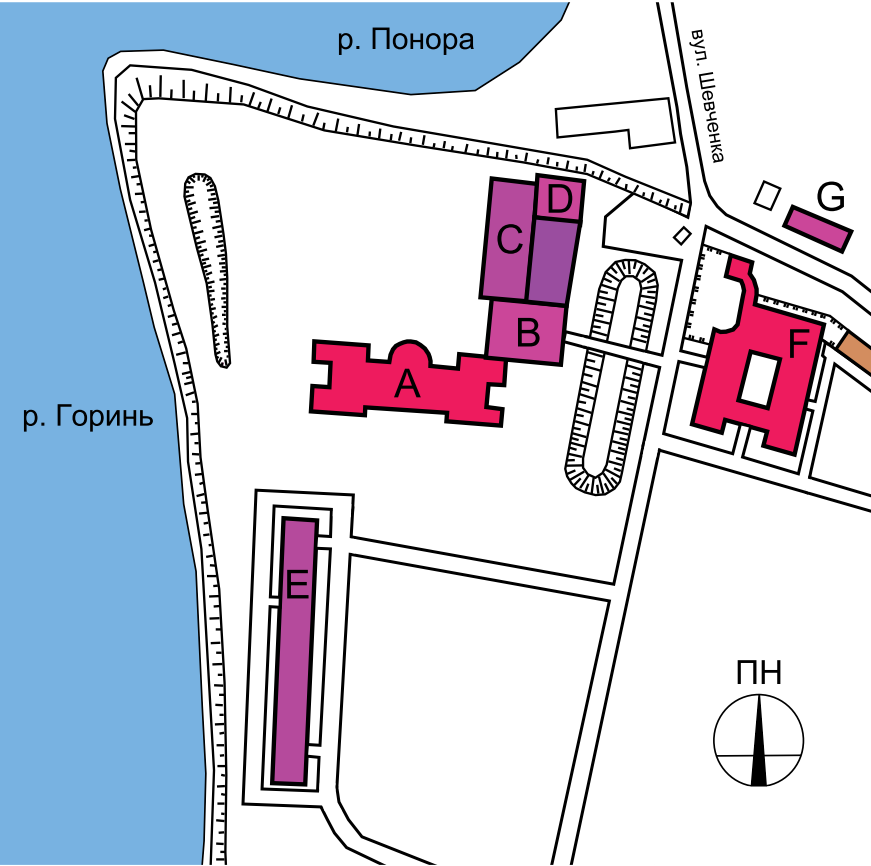
План. A: Дворец Сангушко; B: Двор; C: Дворец Заславских; D: Старый корпус Новозаславского замка; E: Здание местной власти; F: Костел Святого Иосифа и монастырь отцов Лазаритов; G: Госпиталь Лазаритов

В «Инвентаризации дворца Заславского, написанной 1 августа 1857 года» на первом этаже располагалось тринадцать комнат, для «развлечений, приёмов и сна». Одно из помещений имело четыре мозаичные колонны, другие были оклеены, «рисованными обоями». В шести комнатах пол был покрыт плиткой, в пяти — деревянный, а в двух имитацией под кирпич. По лестнице главного вестибюля можно было подняться в небольшую прихожую с двумя колоннами, откуда открывалась дверь в зал. На втором этаже находились три прихожие (перед обеденным залом, перед жёлтым покоем и в западном павильоне) и восемь комнат, из которых две «мозаичные», одна со стеной в середине, ещё одна комната с четырьмя колоннами и потолком украшенным выпуклой лепниной. В четырёх других комнатах стены были декорированы обоями, потолки обрамлены лепниной. Последняя «желтая» комната служила для игры в биллиард. Кроме жёлтого для развлечений служил ещё зелёный покой.
Свои впечатление от дворцового интерьера 1864 года оставил волынский краевед Тадеуш Ежи Стецкий:
Замковый интерьер тщательно поддерживается. Украшен многочисленными памятниками; несколько залов с фамильными портретами, богатая коллекция живописи, среди них есть известные представители фламандской школы. Также богатая коллекция старинных гравюр, польских и английских и китайский фарфор.
Кроме портретов Заславских, Сангушко, Гоздских, выполненных на жести надгробных портретов, исключительной ценности работ Петра Рубенса, с 1842 года в замке хранился так называемый «Архив князей Сангушко». Самые старые документы в архиве датировались 1284 годом, последние 1873 годом. Они касались, в частности, церковной истории на юго-восточных территориях Речи Посполитой, Смутного времени, истории казачества времен Богдана Хмельницкого, истории семей Острожских и Заславских, войны Ивана Грозного с Сигизмундом Августом. Сохранились также подлинные письма русского царя к королю польскому, переписка княза Романа Сангушко, гетмана польного литовского с королём, Остафием Волковичем, Радзивиллами, Хоткевичем и другими. А также письма гетмана Жолкевского к разным адресатам. Отдельный массив документов составили материалы, касающиеся истории волынской земли. Документы по истории семьи Сангушко тоже составляли отдельную группу.
После продажи замкового комплекса русской власти художественные коллекции и дворцовое убранство было вывезено. Архив, часть мебели и живописи оказались в Славуте. Остальная часть мебели, коллекция портретов, роскошные хрустальные люстры перенесены в Антонины. Часть собрания попала также в Ланьцут.
Планировка дворца типична для крестово-коридорных зданий, получивших распространение в Речи Посполитой со второй половины XVII века. Главный путь проходит через середину всего здания перекрещиваясь с перпендикулярно расположенными сенями, что характеризует открытый характер Заславского дворца и выдаёт его итальянские корни. Кроме того, длинный срединный коридор соединяется со вторым поперечным коридором, расположенным вдоль западной стены. Второй этаж получил анфиладную планировку, система двухпроходная, без коридора. Перекрытия, при небольших исключениях, на балках.
Фасад дворца Сангушко акцентирован по бокам двумя мощными ризалитами, увенчанными лучковыми фронтонами, которые украшены рельефными изображениями гербов и доспехов. Сердцевину дворца составляет монументальный ризалит, в котором расположен главный вход во дворец, имеющий вестибюль и лестничную клетку, в проекции он приближен к квадрату с сильно скруглёнными углами, значительно выступая за фасад здания. Фасад центрального ризалита украшают дорические и ионические пилястры, поддерживающие профилированные балки. В нижнем ярусе ризалита устроены два оконных проёма, в верхнем — пять. Верхние окна украшены декоративными щитками, образованными волнистыми лепестками, соединёнными с лучковатым карнизом. Перед ризалитом возвышается фундаментальный портик на четыре колонны, подчеркнутый утопленными по бокам колоннами. Завершается развитым раскрепованным антаблементом, с высоким аттиком, который частично заслоняет купол.
Автором центрального вестибюля дворца считается архитектор Якуб Фонтана, хотя общей проработкой проекта занимался Паоло Фонтана.

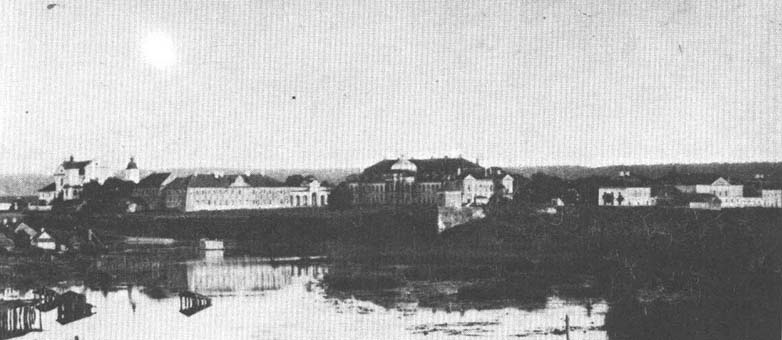
Вид на дворцовый комплекс Изяслава. Фотография 1860-х годов

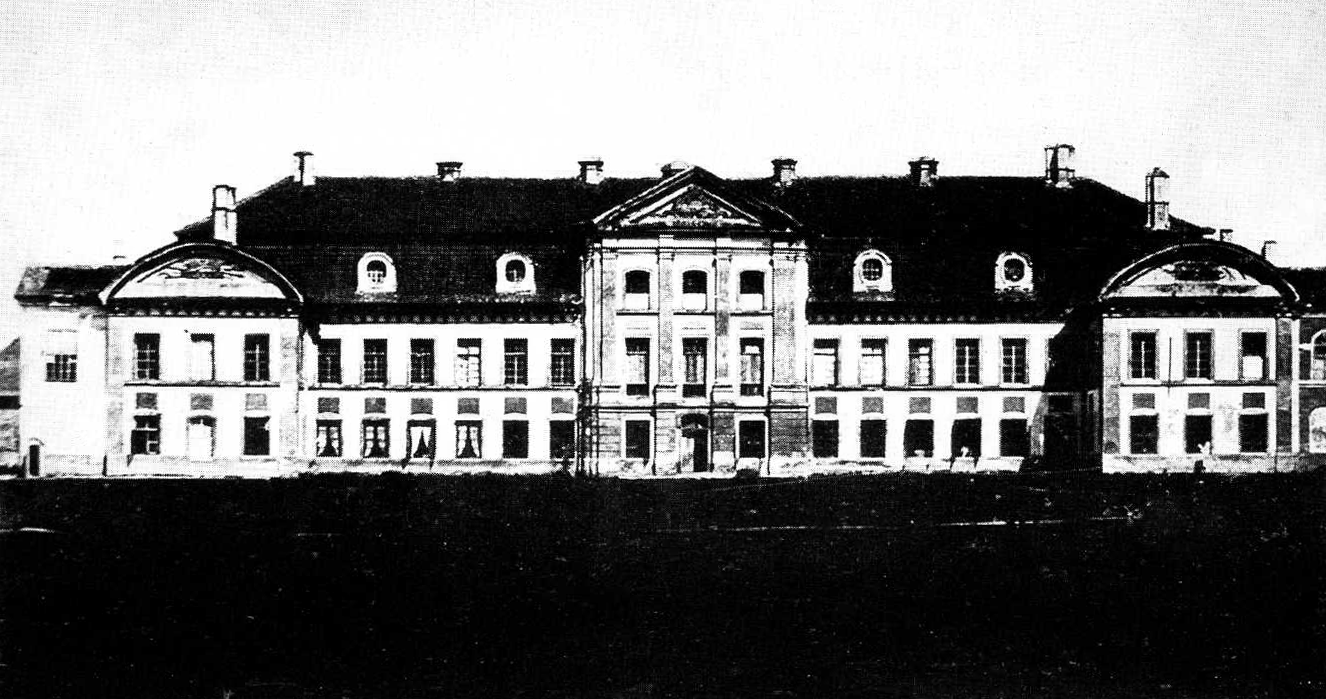
Парковый фасад. Фотография 1870-х годов

Значительно скромнее выглядит фасад со стороны парка. Он также расчленен тремя ризалитами. Незначительным средним ризалитом с надстроенным мезонином и мощными боковыми ризалитами, увенчаными декорированными фронтонами. Наибольшее внимание архитектор уделил среднему ризалиту. Его углы закруглены, нижний ярус украшен рустовкой, верхний одиночными пилястрами, поддерживающими балки и треугольный фронтон. Парковый фасад имеет много аналогий в польской архитектуре.
По периметру фасад дворца опоясывает развитый карниз, прерывающийся ризалитными пристройками восточной и западной стороны. Окна нижнего яруса венчают декоративные филёнки. Окна верхнего яруса обрамлены каймой. Дворец накрыт четырёхскатной черепичной крышей. Освещался сверху восемью круглыми люкарнами.
Размер дворца, учитывая ризалитные выступы, 72,33×34,25 м. Стены выложены из красного обожжённого кирпича размером 310×150×70 мм на известково-песчаном растворе.
Здание дворца князей Сангушко в сочетании с дворцом князей Заславских, Новозаславским замком и комплексом монастыря ордена отцов Лазаритов является воплощением четкой композиционной идеи, ярким образцом волынского градостроительства эпохи Барокко.
В настоящее время дворец находиться в ужасно запущенном состоянии. Крыша, перекрытия (кроме некоторых склепчатых), окна, пол, отдельные несущие стены, декоративная отделка полностью уничтожены.

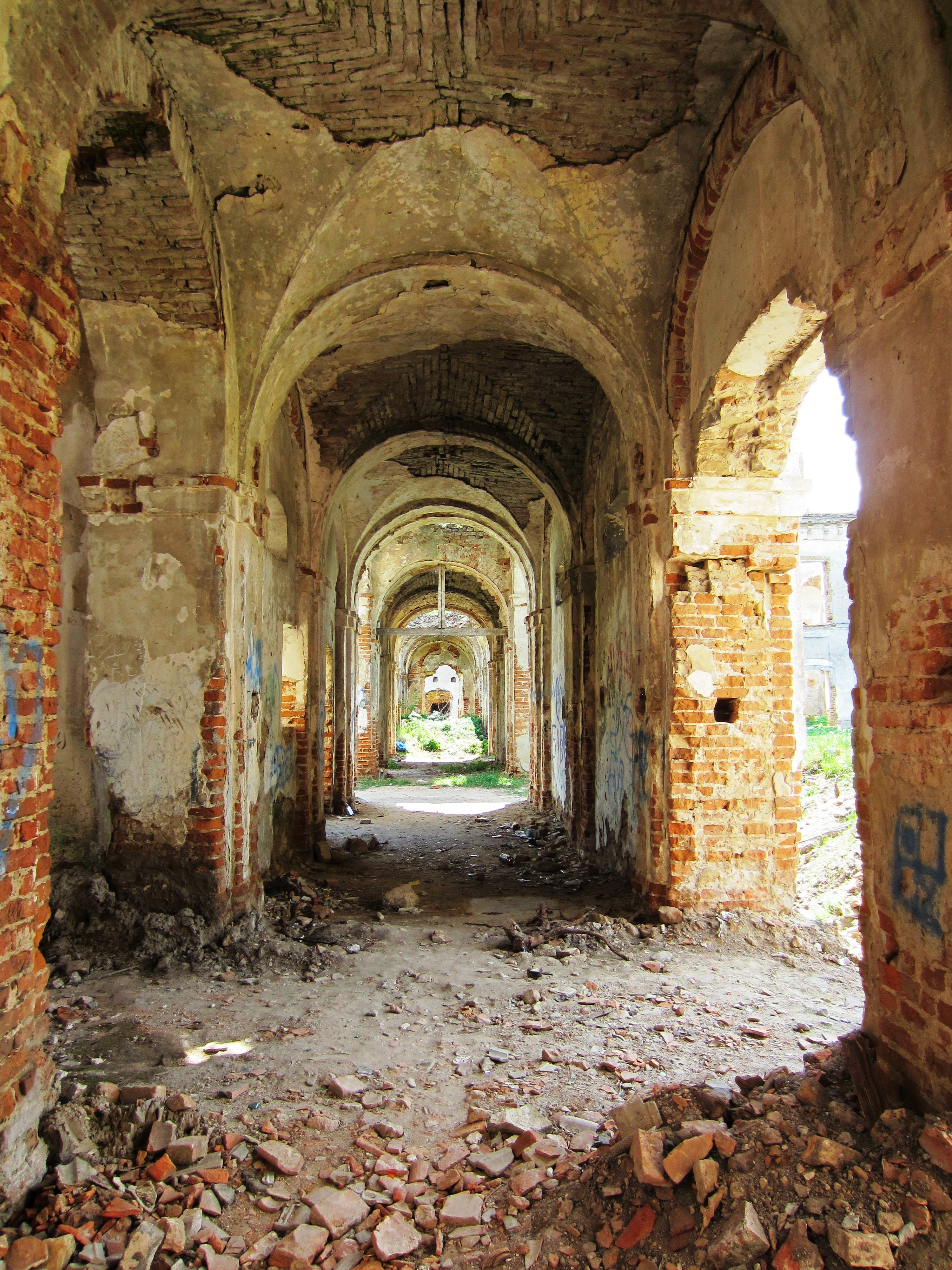
Коридоры дворца.
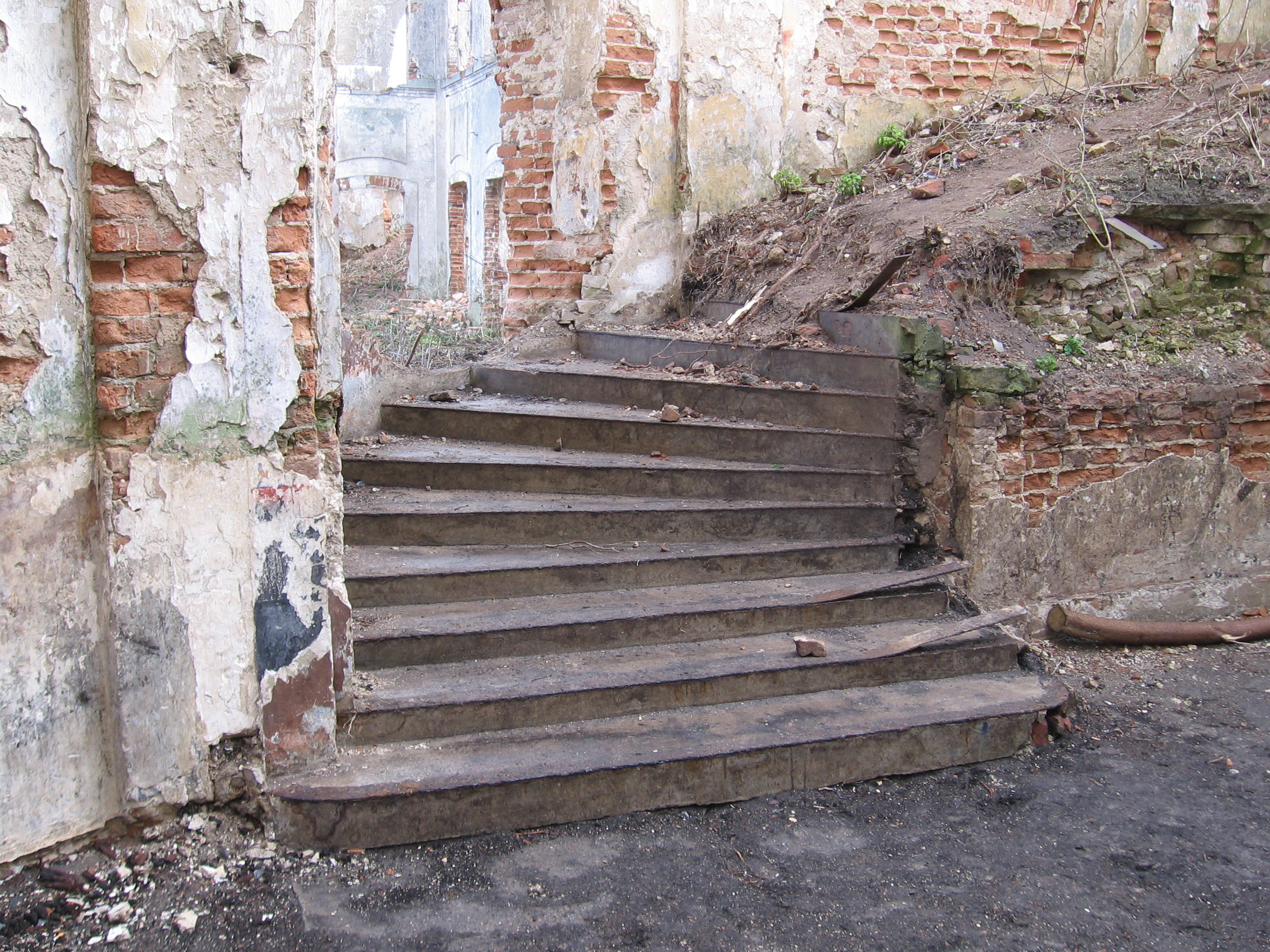
Лестница главного вестибюля.
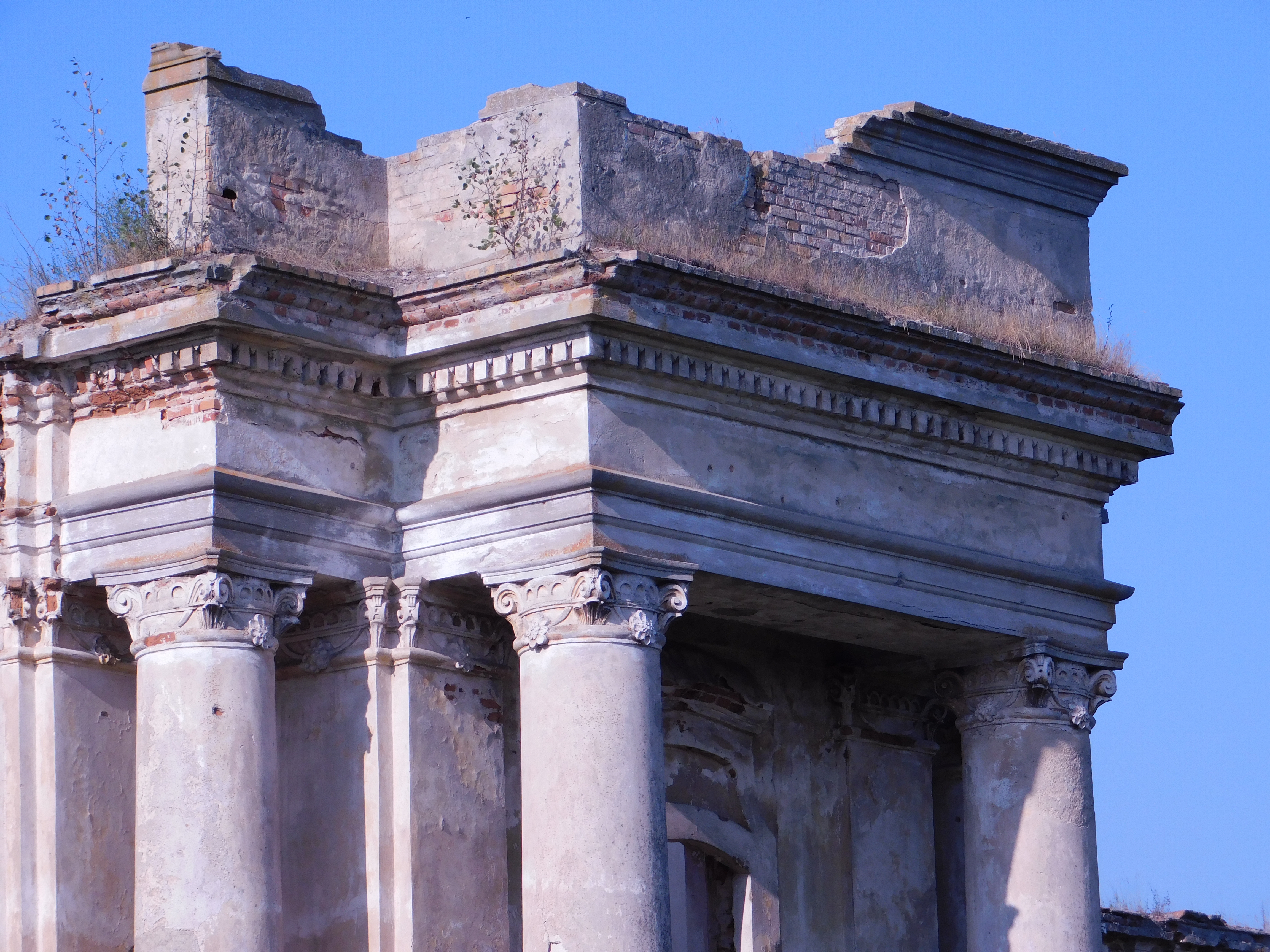
Аттик центрального ризалита.
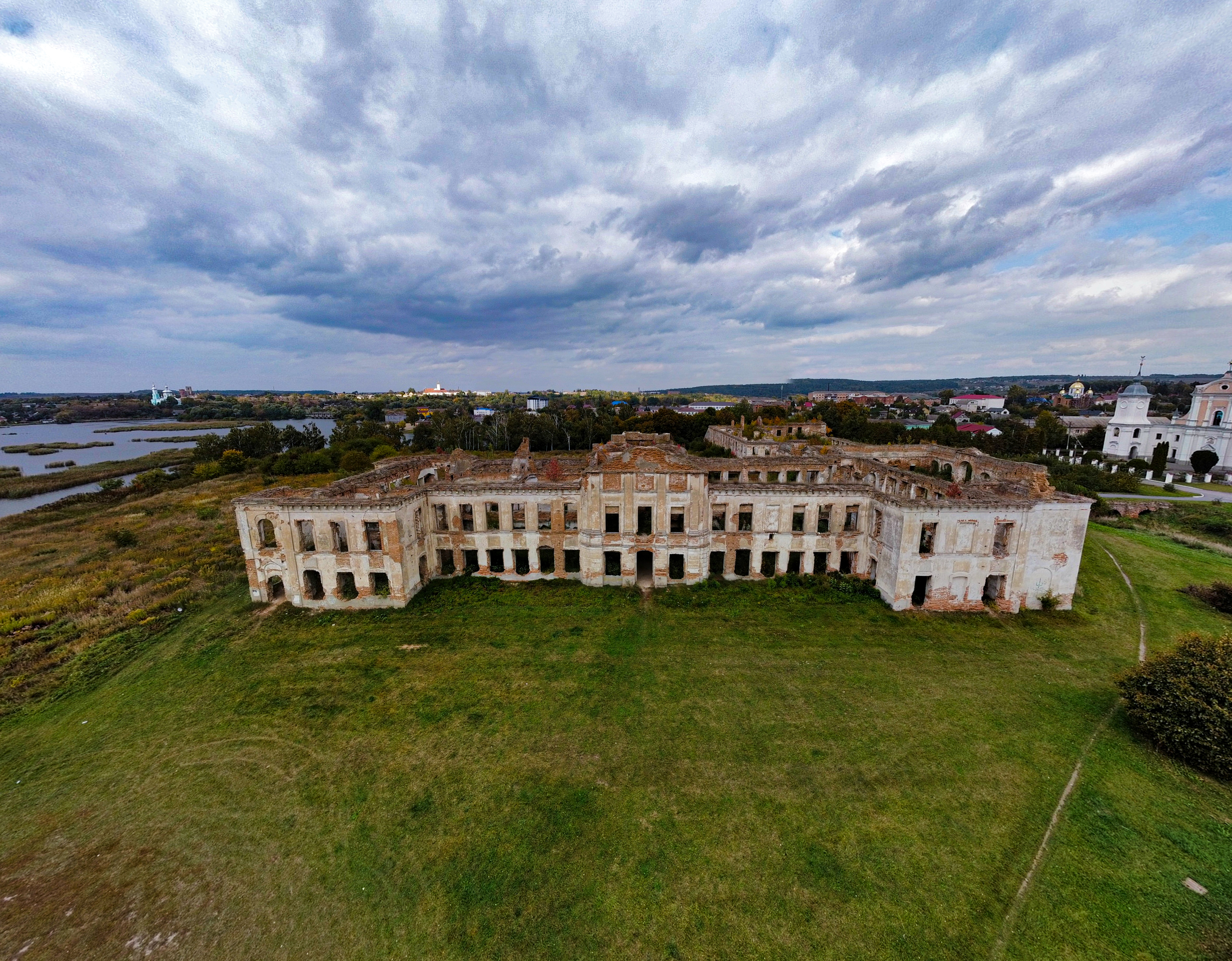
Фасад со стороны парка.
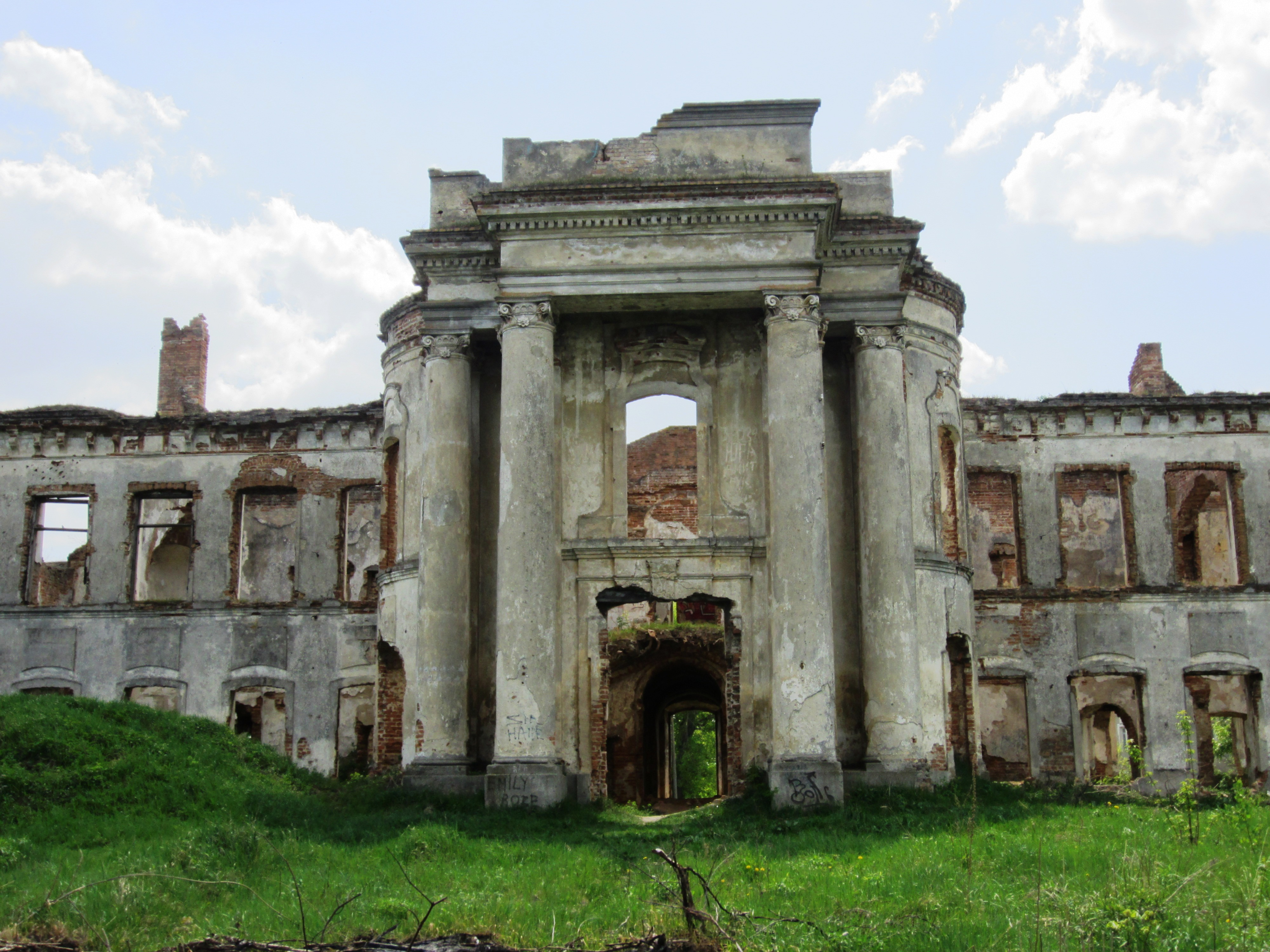
Главный вестибюль.
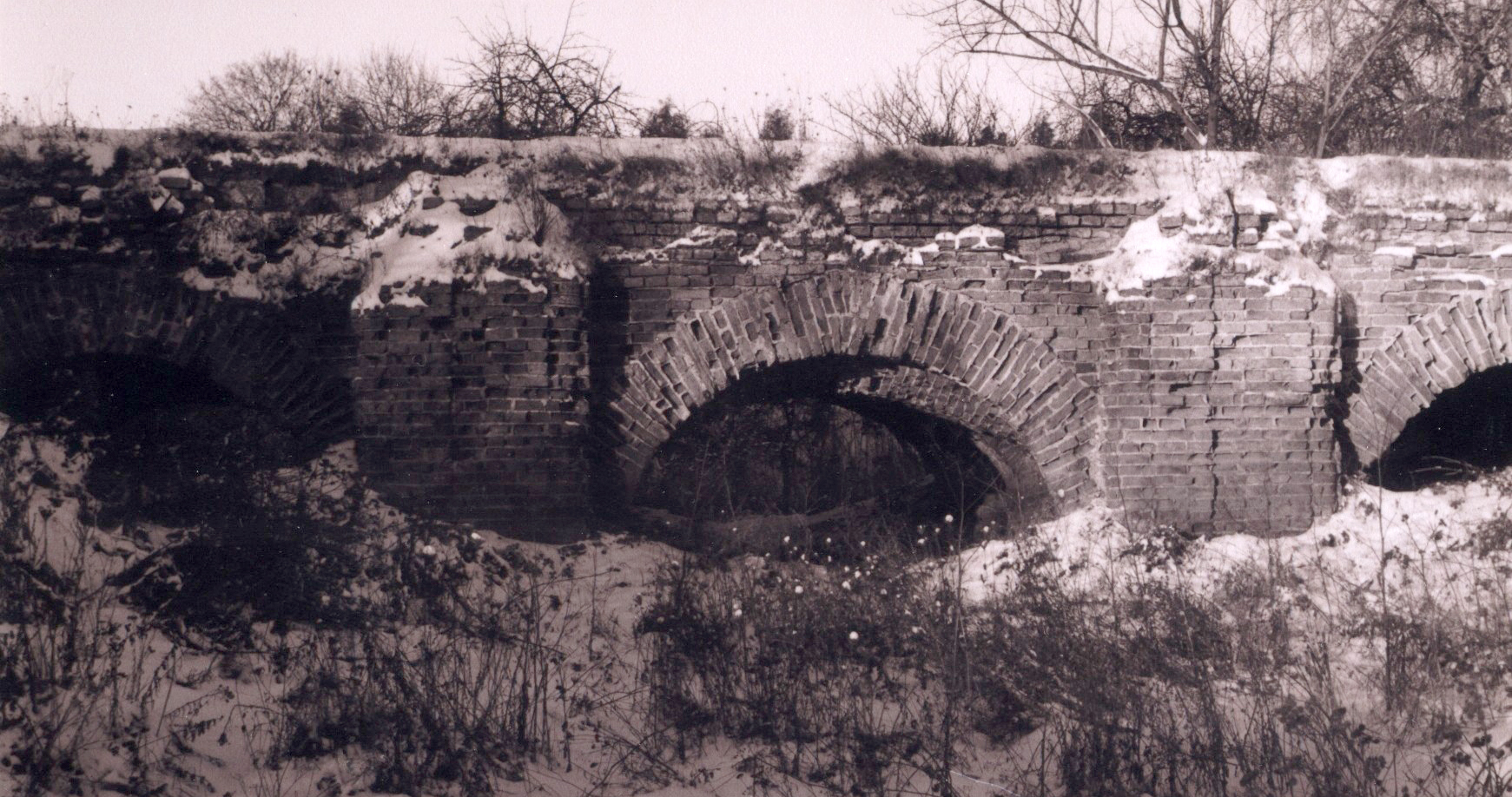
Замковый мост.
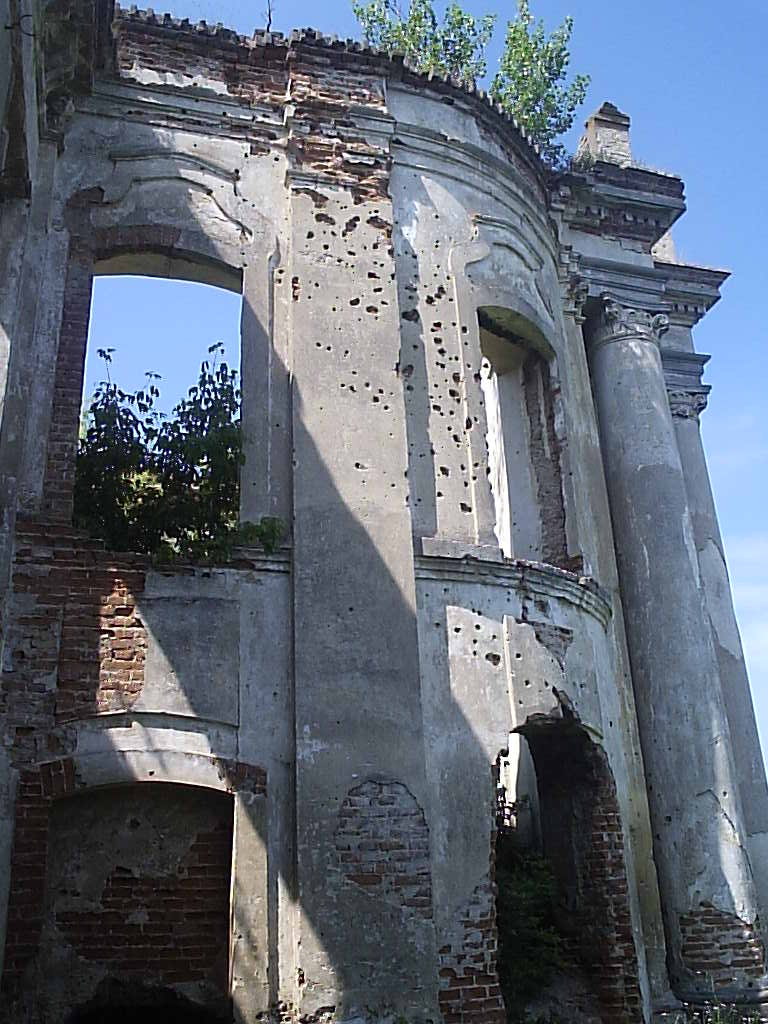
Центральный ризалит со следами обстрела из огнестрельного оружия.

## Охрана памятника
Постановлением Совета Министров УССР от 24 августа 1963 года № 970 комплекс памятников, расположенных на территории Новозаславского замка под общим названием «Усадьба», взят под охрану государства.

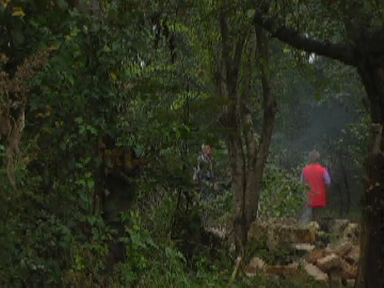
Добытый из дворцовых стен кирпич во дворе охотников за стройматериалами. Кадр из телевизионных новостей.

В 1990 году специалистами института «Укрпроектреставрация» осуществлены архитектурно-археологические обмеры дворца.
Дворец князей Сангушко занесен в Государственный реестр национального культурного достояния (памятники градостроительства и архитектуры), охранные номера комплекса, в который включен также костел Святого Иосифа, 758 0-758 4.
В 2006 году украинское правительство выделило средства на изготовление предпроектной документации для проведения реставрации Старозаславського замка и архитектурного комплекса Новозаславського замка в сумме 500 000 грн., и отдельно 250 000 грн. на расчистку завалов и противоаварийные работы по дворцу князей Сангушко. С 2007 года финансирование программы реставрации архитектурного наследия Изяслава прекращено.
Здания архитектурного комплекса систематически подвергаются нападениям вандалов и охотников за стройматериалами. В частности в 2007 году в эфире местного телевидения ЧП «Визит-Контакт» был показан сюжет, где приводились доказательства умышленного уничтожения дворца князей Сангушко. К сожалению, после показа этого сюжета и непосредственного обращения съёмочной группы в правоохранительные органы «состава преступления» в действиях злоумышленников обнаружено не было.

## Новозаславский замок

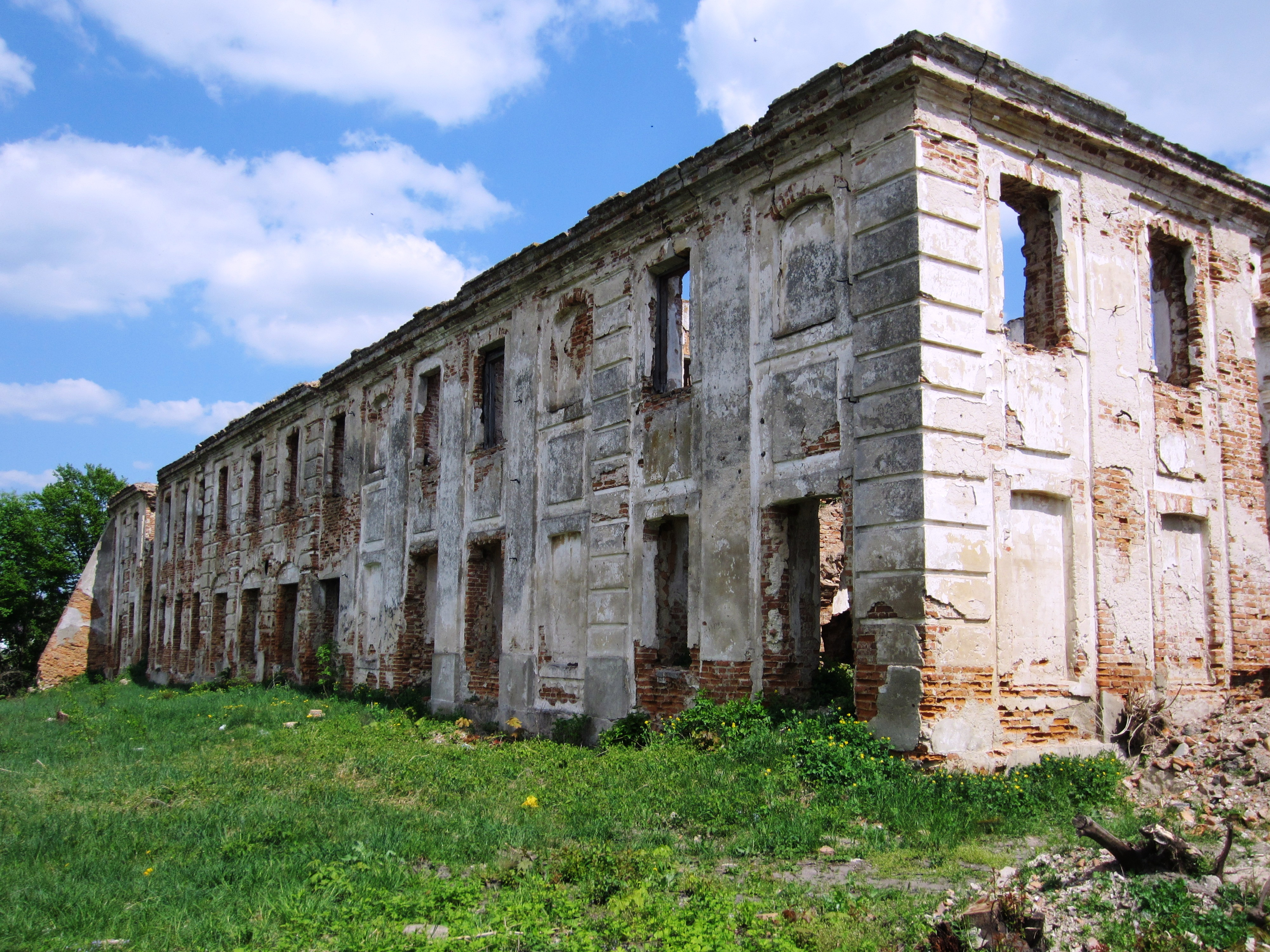
Восточный фасад дворца князей Заславских.

Архитектурный комплекс XVI—XVIII веков, строительство которого начато в связи с основанием князьями Заславскими города Нового Заслава в последней четверти XVI столетия. Расположен на мысу, образованном впадением Понори в Горынь. Неоднократно перестраивался. В XVII веке это был комплекс каменных и деревянных сооружений с развитой оборонительной системой. На территории замка был построен двухэтажный дом-дворец князей Заславских.
Существенно пострадал во время восстания Хмельницкого и Северной войны. Реконструирован новым хозяином Павлом Карлом Сангушко в 1720-45 годах.
Включён в новый архитектурный ансамбль после строительства в 1754-70 годах дворца Сангушко.

## Легенда Заславского замка

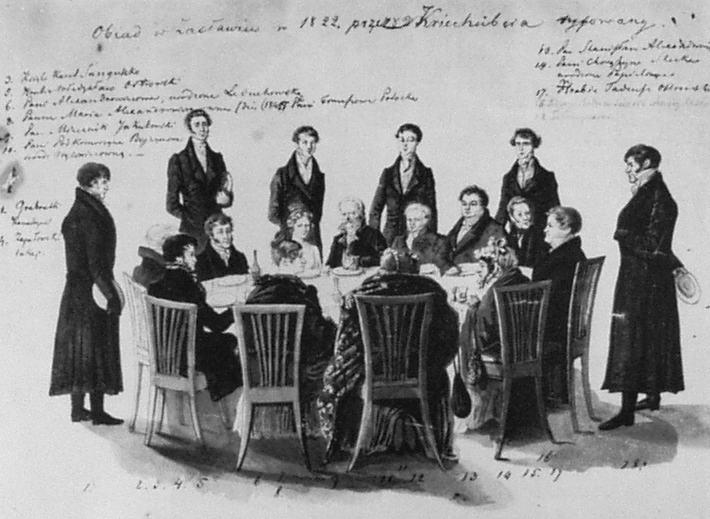
Юзеф Крейгубер. Обед в Изяславе в 1822 году. Графиня Йоанна Попель-Стецкая первая справа из женщин

Случилось это при жизни князя Януша Сангушко стражника великого коронного, когда однажды объявился у Заславского замка старый нищий. Ещё никто просящий милостыни не уходил от ворот замка с пустыми руками. И в этот раз княгиня известная своей добродетелью приказала подать ему милостыню. Принял её нищий с благодарностью, только попросил, чтобы ему было разрешено с княгиней наедине повидаться. Когда удовлетворено было желание его, после благодарности, поведал: "За Вашим городом, сударыня, есть старые стены, про которые Вы, наверное, знаете. Когда-то это был оборонительный замок, дом Ваших предков. Никто из ныне живущих его уже другим не помнит, один я только и остался из слуг того дома, что своими глазами видел его расцвет и упадок. Неприятель и время уничтожили тот замок, остались однако в заваленых его погребах большие сокровища. Один только я могу показать где их искать. Заранее предупреждаю Вас, дорогая госпожа, как только мы будем близко от сокровищь, Изяслав загориться, а когда найдем их, сгорит полностью. Не переживайте, однако, княгиня, и не обращайте внимания на это. Найденными сокровищами потери жителей втрое сможете возместить; я же постоянно буду при Вас и за все отвечу". Вернулась княгиня к гостям своим и поведала им рассказ нищего. Гости, полные любопытства, начали убеждать её поверить словам нищего. В итоге был назначен день для поиска клада, а комендант военной части, находившейся в городе выделил солдат в помощь. Следуя указаниям нищего, работа двигалась быстро, а княгиня, гости замка (среди которых находилась жена хорунжего Стецкого) и половина жителей города утром уже находились на месте работ. К вечеру, когда продолжение раскопок хотели отложить до утра, у одного из работников сломалась лопата, наткнувшаяся на камень. Радостный крик слетел с уст присутствующих, когда было замечено нечто вроде свода, но в тот же миг ударили колокола нескольких костелов и церквей Изяславских, и широкое зарево пожара разошлось над городом. Тревога охватила сердца присутствующих и все, забросив поиски, бросились спасать своё и Божье добро. Пошел за ними и таинственный нищий, терпеливо ожидая окончания переполоха. Но через несколько дней любопытство и жадность победили осмотрительность, и, подстрекаемая людьми и комендантом княгиня, отправилась за город в сопровождении конных и пеших, со старым нищим во главе. Тысячи рук принялись вместе за работу, и двух часов не прошло, как появились перед глазами кладоискателей тяжёлые кованые двери, но жуткое зрелище опять прервало их работу. Изяслав с четырёх концов своих занялся пламенем. В городе заранее была оставлены люди для тушения пожара, но и они ничего не смогли поделать. Колокола тревожным звоном заглушали крики убегающих кладоискателей. Чёрные клубы дыма, как взбудороженные волны неслись над городом, кругом раздавались причитания и сетования. Однако множество людей жадных к добыче, повинуясь призывам княгини не оступали, пока не показалось от города духовенство с образом Богородицы впереди, и, упав перед княгиней на колени, начали её заклинать бросить это страшное и связанное с таким количеством бедствий дело. Только тогда множество людей осознало происходящее, и смирились помыслы их, и начали они падать на колени умоляя спасения у своей покровительницы, после чего с образом в город двинулись. Угас тогда и пожар, несмотря на слабое тушение, только нищий затерялся в толпе и с тех пор больше его никто не видел, а княгиня, раздав щедрые дары семьям погорельцев приказала засыпать раскопки
.